# Campionato armeno di calcio a 5 2004-2005
Il Campionato armeno di calcio a 5 2004-2005 è stato il settimo campionato di calcio a 5 dell'Armenia, patrocinato dalla Federazione calcistica dell'Armenia. Il campionato ha visto la prima vittoria del Tal-Grig Yerevan.

## Classifica finale
| Pos. | Squadra            | Pt | PG | PV | PN | PP | GF  | GS  |
| ---- | ------------------ | -- | -- | -- | -- | -- | --- | --- |
| 1    | Tal-Grig           | 58 | 20 | 19 | 1  | 0  | 302 | 66  |
| 2    | Tsalkut Vanadzor   | 54 | 20 | 18 | 0  | 2  | 245 | 72  |
| 3    | Politekhnik Erevan | 46 | 20 | 15 | 1  | 4  | 217 | 85  |
| 4    | Adana Erevan       | 42 | 20 | 14 | 0  | 6  | 177 | 123 |
| 5    | Gyumri             | 39 | 20 | 13 | 0  | 7  | 194 | 126 |
| 6    | P'yownik           | 22 | 20 | 7  | 1  | 12 | 153 | 164 |
| 7    | Armenia Yerevan    | 22 | 20 | 7  | 1  | 12 | 148 | 199 |
| 8    | GPH Gavar          | 18 | 20 | 6  | 0  | 14 | 110 | 167 |
| 9    | Impulse Dilijan    | 14 | 20 | 4  | 2  | 14 | 94  | 245 |
| 10   | Amik Yerevan       | 12 | 20 | 4  | 0  | 16 | 111 | 262 |
| 11   | Malatia Yerevan    | 0  | 20 | 0  | 0  | 20 | 78  | 320 |